# Спасо-Вознесенська церква (Копиль)
Спасо-Вознесенська церква (біл. Спаса-Ушэсцеўская царква) — пам'ятник архітектури середини XIX століття, розташований у центрі міста Копиль Мінської області, побудований у 1866 році з цегли і бутового каменю у формі довгастого хреста.

## Історія церкви
Перша згадка про діючу у Копилі православну церкву відноситься до 1638 року. До кінця XVIII століття будівля сильно постаріла, тому було ухвалено рішення побудувати новий храм. 15 червня 1799 року була закладена нова церква, через вісім років побудована, освячена і названа на честь Вознесіння Господнього. Але 1 серпня 1833 храм з невідомої причини згорів. Через рік була побудована невелика дерев'яна церква. І тільки в 1866 році у Копилі побудували храм, який існує у місті вже більше 150 років.
Церкву побудували на виділену з казни суму в 14 500 рублів. Храм зберігся до нашого часу, в 1874 році був призначений служити священиком Олександр Савич. На початку XX століття у церкві налічувалося понад 5 тисяч прихожан, люди збиралися в Копилі з усієї округи.
За даними 1913 року копильський прихід складався з 632 селянських дворів, кількість парафіян — 5246.
Навесні 1922 року церква була розграбована. З 1930-х років для храму почалися важкі часи, незважаючи на заборону проводити обряди, останній настоятель святині Володимир Пастарнацький хрестив дітей і вів облікові записи з іменами. Коли папери були знайдені, його заарештували, а в 1938 році засудили до розстрілу (у 1999 році Володимир Пастарнацький канонізований у лику місцевошанованих святих, а в 2000-му — в лику священномучеників).
У повоєнні роки в Спасо-Вознесенській церкві в 1952 та 1954 роках проводився ремонт. Її прихід, який відродився в роки війни, об'єднував 22 села.
У 1961 році будівлю було передано у відомство Добровільного товариства сприяння армії авіації і флоту. Наступні десятиліття віруючі відвідували церкву в селі Тимковичі. У 1990-х Спасо-Вознесенський храм був повернутий приходу.
У реєстрі історико-культурних цінностей Республіки Білорусь храм вказаний як біл. «Спаса-Увазнясенская царква, другая палова XIX стагоддзя ў г. Капылі Мінскай вобласці».
З 2008 року настоятелем Спасо-Вознесенського храму і благочинним Копильського церковного округу є протоієрей Сергій Чарний.

## Архітектура
Будівля церкви хрестовокупольна в плані з розвиненою вівтарною частиною. В інтер'єрі центральний простір відокремлено від іншого простору широкими арочними прорізами.
У композиції храму домінує центральний кубічний простір зі скошеними кутами. Тригранна апсида накрита вальмовим дахом, бічні простори — двосхилими дахами. Фасади храму прикрашені штукатуркою з вкрапленнями гранітної крихти, нішами та вікнами. Художня виразність храму також досягається за рахунок стін з бутового каменю і оштукатурених поверхонь.